# Eumea linearicornis
Eumea linearicornis là một loài ruồi trong họ Tachinidae.